# Jean-Baptiste Fleury
Jean-Baptiste Magdelaine Fleury est un homme politique français né le 13 février 1758 à Albon (Dauphiné) et décédé le 30 octobre 1841 à Ternay (Isère).

## Biographie
Jean-Baptiste Magdelaine Fleury est baptisé le 13 février 1758 à Albon, en Dauphiné. Il est le fils d'Hyacinthe Fleury, avocat au Parlement de Grenoble, et de son épouse, Simone Marguerite Guillermin. Il est le frère cadet d'Antoine Hyacinthe Fleury, avocat et député.
Nommé juge de paix à Saint-Symphorien-d'Ozon en l'an X, Jean-Baptiste Fleury exerce ses fonctions tout au long du Premier Empire.
Il est député de l'Isère de 1809 à 1815. Il est fait chevalier de la Légion d'honneur le 26 octobre 1814. Il décède le 30 octobre 1841 à Ternay (commune désormais située dans le département du Rhône), où il s'est retiré à la fin de sa carrière.

## Sources
- « Jean-Baptiste Fleury », dans Adolphe Robert et Gaston Cougny, Dictionnaire des parlementaires français, Edgar Bourloton, 1889-1891 [détail de l’édition]
- Adolphe Rochas, Biographie du Dauphiné contenant l'histoire des hommes nés dans cette province qui se sont fait remarquer dans les Lettres, les Sciences, les Arts, etc.,Tome premier, Paris, Charavay, 1856, 464 p., pp.395-396
- Justin Brun-Durand, Dictionnaire biographique et biblio-iconographique de la Drôme : contenant des notices sur toutes les personnes de ce département qui se sont fait remarquer par leurs actions ou leurs travaux, avec l'indication de leurs ouvrages et de leurs portraits, t.  I : A à G, Grenoble, Librairie dauphinoise, 1900, 413 p. (lire en ligne), p. 330.